# استان بولیکام‌سای
بولیکام‌سای (به لاتین: Bokeo) یکی از استان‌های لائوس است. این استان در مرکز کشور لائوس قرار دارد و مرکز آن شهر پاکسان می‌باشد.

## نگارخانه

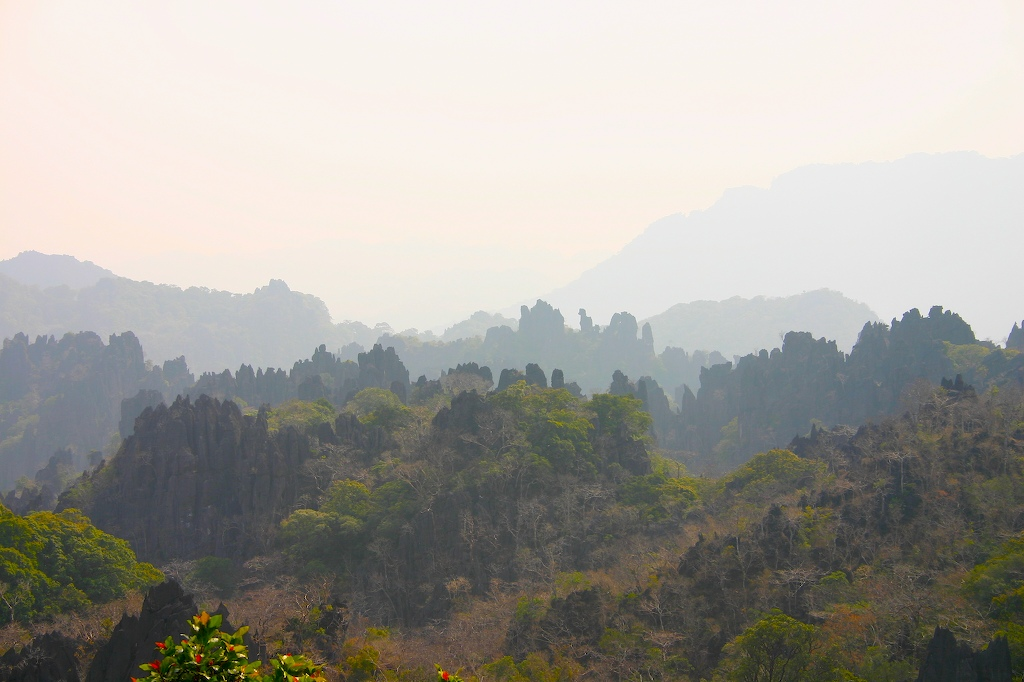
صخره‌های کارست
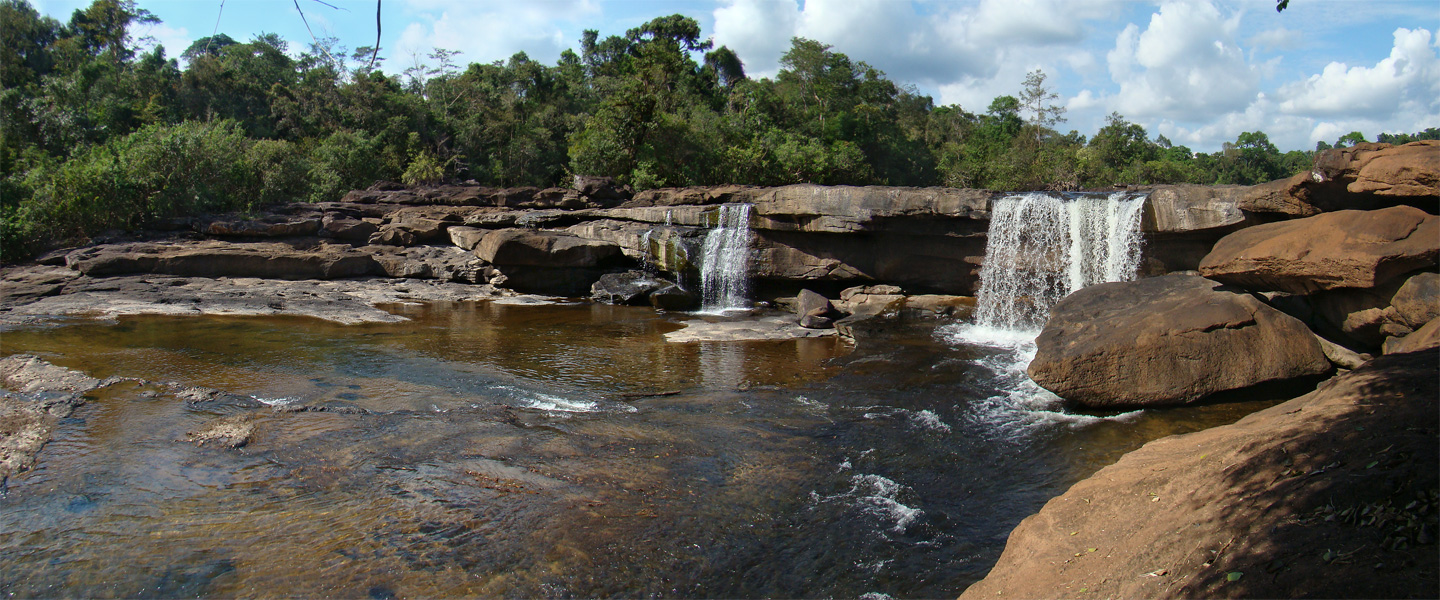
منقطه جنگلی حفاظت شد در بولیکام‌سای
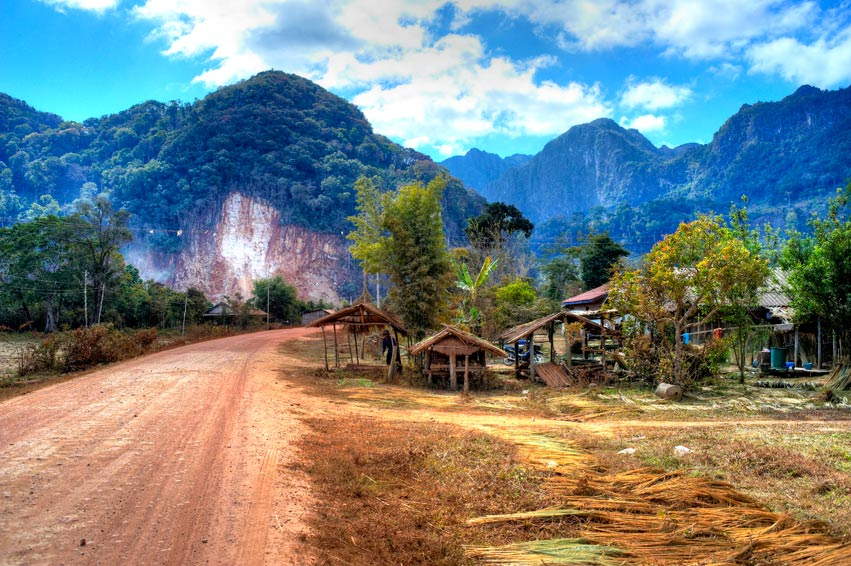
چشم انداز در اطراف لک سائو